# Дайте нам чоловіків!
Дайте нам чоловіків! — радянський художній фільм 1985 року, знятий на Одеській кіностудії.

## Сюжет
П'ятикласники дізнаються, що піонервожатий Ігор Соколов збирається вступати до театрального інституту. Хлопці, які не сумніваються в педагогічному таланті старшого друга, йдуть на хитрощі, щоб Ігор змінив свій намір і школа нарешті отримала б педагога-чоловіка.

## У ролях
- Борис Шувалов — Ігор Соколов
- Іван Федоров — Іванко Грозний
- Андрій Яригін — Льошка Новосельцев
- Олександр Лазарев — Олег Іванович, ректор
- Юрій Катін-Ярцев — Геннадій Петрович, професор
- Наталія Флоренська — Танечка, студентка
- Ірина Мельник — Нонна, студентка
- Вікторія Корсун — Оксана, студентка
- Юрій Корнішин — Саша Борисов, студент
- Марина Перімова — школярка
- Валерія Тимофєєва — школярка
- Андрій Котов — Гриша, студент
- Наталія Федунова — Маруся
- Євгенія Сковородкіна — Зіна
- Катерина Ванюшина — Катя Каланча
- Андрій Мартинов — школяр
- Наталія Люліна — школярка
- Олександр Герасимов — Електронік, студент
- Ілля Тищенко — школяр
- Олександр Карташов — школяр
- Анастасія Немоляєва — Наташа Павлова, піонервожата
- Майя Булгакова — баба Поля, двірник
- Ніна Гребешкова — Ніна Павлівна, директор школи
- Наталія Гурзо — вчителька
- Сергій Зернов — епізод
- Димитрій Кречетов — студент
- Надія Самсонова — вчителька
- Олена Фетисенко — вчителька
- Антоніна Кончакова — вчителька
- Володимир Виноградов — п'яний хуліган
- Андрій Гусєв — Гриша, п'яний хуліган
- Олександр Малигін — епізод
- Катерина Образцова — вчителька фізкультури
- Євген Пашин — Пиріжок, студент
- Галина Комарова — викладачка в інституті

## Знімальна група
- Режисер — Радомир Василевський
- Сценарист — Михайло Димов
- Оператори — Володимир Дмитрієвський, Микола Луканьов
- Композитори — Володимир Шаїнський, Іван Карабиць, Марк Мінков, Юрій Климов
- Художник — Володимир Єфімов